# Champignol-lez-Mondeville
Champignol-lez-Mondeville é uma comuna francesa na região administrativa de Grande Leste, no departamento de Aube. Estende-se por uma área de 44,17 km². Em 2010 a comuna tinha 275 habitantes (densidade: 6,2 hab./km²).